# Von Katzen und Katern
Von Katzen und Katern ist ein amerikanischer Spielfilm (Filmkomödie) von Regisseur Norman Krasna aus dem Jahre 1950. Der Film wurde von MGM produziert.

## Handlung
Zeit der Handlung ist die Gegenwart. David Muldon ist ein ausgezeichneter junger Rechtsanwalt, wäre als Soldat im Zweiten Weltkrieg jedoch um ein Haar in einem Fass Brandy ertrunken und leidet seitdem an einer seltsamen Überempfindlichkeit gegen Alkohol. Um diese zu kurieren, nimmt er jeden Abend vor dem Zubettgehen einen Löffel Brandy ein – ein Therapieversuch, der sich jedoch als Fehlschlag erweist, da David nun zu halluzinieren beginnt, dass ein Hund zu ihm spricht.
Unter den Klienten von Davids Anwalts-Partner John befindet sich eine Wohnungsgesellschaft, die ein chinesisches Mieterpaar, die Lees, per Räumungsklage loswerden möchte. Da Mrs. Lee schwanger ist, droht der Rechtsrepräsentant der Stadt, Carl Bellcap, John mit einer Klage. Als Mrs. Lee das Kind bei der Geburt verliert, übt David, ohne sich mit seinen Kollegen abzustimmen, Druck auf die Wohnungsgesellschaft aus, die ausgewiesenen Mieter wieder aufzunehmen.
Charles Parkford, ein weiterer Rechtsvertreter der Wohnungsgesellschaft, erfährt auf einem Alumni-Dinner zufällig von Davids Alkoholallergie und gießt ihm, um sich zu rächen, heimlich Wein in die Suppe. David wird daraufhin betrunken und setzt sich auf peinliche Weise öffentlich in Szene.
Nachdem er wieder nüchtern ist, greift er Bellcap an, der seiner politischen Aufgabe und dem Kampf gegen die Ungerechtigkeit nicht engagiert genug nachkomme. Bellcap gibt zu, dass er müde sei, gegen reiche und mächtige Anwaltsgruppen zu kämpfen, weil so wenig talentierte Anwälte bereit seien, für die Stadt zu arbeiten. Das macht Eindruck auf David, und er kündigt John, um eine Stelle im Büro des City Attorney anzutreten.
Johns Tochter, die attraktive junge Psychoanalytikerin Mary, hat sich bereits zuvor in David verliebt und versucht, ihm mit seinem Alkoholproblem zu helfen. Nun beschließt sie, ihn zu heiraten.

## Produktion und Rezeption
Drehbuchautor und Regisseur des Films war Norman Krasna, der mit dem Drehbuch für sein Regiedebüt Der Pilot und die Prinzessin 1944 einen Oscar gewonnen hatte. Der 34-jährige Hauptdarsteller Van Johnson war, obwohl er nie einen bedeutenden Filmpreis gewonnen hat, einer der populärsten Stars Hollywoods. Für Elizabeth Taylor, die zum Zeitpunkt der Produktion 17 Jahre alt war, war Von Katzen und Katern der 13. Film, und der zweite, in dem sie als erwachsene Leading Lady auftrat. Ihre Gage, die in einem siebenjährigen MGM-Studiovertrag festgeschrieben war, betrug zu diesem Zeitpunkt 2000 Dollar pro Woche.
Die Dreharbeiten für den Film, der in Schwarzweiß und 35 mm produziert ist, fanden 1949 auf dem Oak Grove Estate in San Marino, Kalifornien statt.
Uraufgeführt wurde er in den USA am 26. Mai 1950.

## Kritik
„Ein thematisch merkwürdiger, für Hollywood ungewöhnlicher kleiner Film des ‚Oscar‘-Gewinners Krasna, der seinen Reiz vor allem den bis in die Nebenrollen gut aufgelegten Darstellern verdankt.“